# Автомагістраль-Південь
Автомагістраль-Південь — найбільша українська дорожньо-будівельна компанія, заснована у 2004 році підприємцем Олександром Бойком, що фігурує у Panama Papers. Спеціалізується на будівництві та реконструкції автомобільних доріг державного значення і є одним із головних підрядників державної програми «Велике будівництво». Компанія неодноразово ставала об'єктом критики та журналістських розслідувань через підозри у картельній змові на тендерах[⇨], концентрації державних підрядів у вузькому колі підрядників та неформальний вплив з боку Юрія Голика — координатора програми «Велике будівництво», якого пов’язують із лобіюванням інтересів компанії[⇨]. У 2025 році проти «Автомагістраль-Південь» відкрито кримінальне провадження, яке, за словами Генерального прокурора України, ґрунтується на підтверджених експертизами фактах[⇨].  

## Історія
Починаючи з 2004 року, «Автомагістраль-Південь» побудувала та відремонтувала понад 3 тис. км доріг, відновила понад 40 млн кв. м дорожнього покриття. За цей період компанія реалізовувала близько 300 проєктів. У 2021 році компанія будувала і ремонтувала дороги на 80 об'єктах у 12 областях України. Загальна протяжність відновлюваних автошляхів у 2021-му становить понад 835 км.
За часів президентства Володимира Зеленського «Автомагістраль-Південь» стала провідним приватним підрядником у державній програмі «Велике будівництво». Компанія «Автомагістраль-Південь» реалізує близько 22,5% загальноукраїнського обсягу будівельних проєктів, що робить її однією з системоутворюючих компаній у галузі дорожнього будівництва України.

### Роль Юрія Голика
Власник «Автомагістраль-Південь» Олександр Бойко тісно пов'язаний з Юрієм Голиком, координатором програми «Велике будівництво» і колишнім радником голови Дніпропетровської обласної державної адміністрації. За інформацією видання Forbes, за координацію дій ТОВ «Автомагістраль-Південь» як підрядника із владою відповідав Юрій Голик. Із Олександром Бойком він імовірно познайомився ще у 2015 році, коли працював радником голови Дніпропетровської ОДА Валентина Резніченка. За словами Голика, «Автомагістраль-Південь» — буцімто «одна з небагатьох дорожніх компаній, що намагаються будувати якісно». Згідно з розслідуваннями, Голик впливав на розподіл державних підрядів у рамках програми, що могло сприяти отриманню «Автомагістраль-Південь» великих контрактів без достатньої конкуренції. Журналісти зазначають, що Голик надав «Автомагістраль-Південь» «зелене світло» в Дніпропетровській області, що забезпечило компанії привілейоване становище під час отримання державних замовлень.

### Картельна змова
За даними «Наших грошей», «Автомагістраль-Південь» є одним із флагманів так званого «дорожнього картелю», до якого також входять компанії «Ростдорстрой», «Онур конструкціон інтернешнл», «Техно буд центр» і «Шляхове будівництво “Альтком”». Разом ці компанії контролюють близько 65-80% ринку будівництва автострад і пов’язаних з цим інфраструктурних об’єктів. У грошовому вимірі — це десятки мільярдів гривень на рік.  

## Діяльність
Основна спеціалізація — проєктування, будівництво та реконструкція автомобільних доріг. Компанія брала активну участь у державній програмі «Велике будівництво», реалізуючи низку інфраструктурних проєктів у різних регіонах України.

### Основні проєкти
- реконструкція трас міжнародного значення (М-05 Київ — Одеса, М-03 Київ — Харків)
- капітальний ремонт регіональних доріг
- участь у проєктах мостових переходів

### Фінансові показники та ринок
Компанія регулярно виграє великі тендери «Укравтодору», зокрема у межах програми «Велике будівництво». У 2020 році журналісти виявили, що «Автомагістраль-Південь» та інші компанії, об’єднані у Національну асоціацію дорожників України (НАДУ), виграли понад 75% тендерів, оголошених «Укравтодором» за новими правилами. Ці правила були пролобійовані керівником «Укравтодору» Олександром Кубраковим і його колишнім радником Юрієм Голиком. У 2018–2019 роках, за даними видання «Наші гроші», компанія отримала підрядів на 16,3 млрд грн. А в 2020‑му виграла 31% дорожніх тендерів на 30,3 млрд грн – більше, ніж три наступні компанії разом узяті. Компанія зберегла лідерство і в 2021‑му: в січні – серпні на її частку припало 20,3% тендерів на 29,8 млрд грн.

## Критика і розслідування
«Автомагістраль-Південь» неодноразово ставала об'єктом журналістських розслідувань та критики через підозри у змові на державних тендерах, через звинувачення у рейдерстві та розкраданні коштів на фортифікаційних спорудах.

### Звинувачення у рейдерстві
У вересні 2022 року компанію «Автомагістраль-Південь» звинуватили у спробі рейдерського захоплення будівельного об’єкта у Гостомелі Київської області. Компанія без будь-якої дозвільної документації розпочала проведення будівельних робіт на земельній ділянці, яка знаходиться у використанні іншого підприємства — ТОВ «Вітрувія». Ці роботи виконувалися нібито в інтересах місцевої адміністрації Гостомеля для розміщення модульного містечка.

### Звинувачення у розкраданні коштів на фортифікаційних спорудах
У 2024 році правоохоронці розслідували близько 30 кримінальних справ, пов’язаних з можливими розкраданнями коштів, призначених для будівництва фортифікаційних споруд, загальна сума збитків становила 20,1 мільярда гривень. Компанія «Автомагістраль-Південь» фігурувала серед підрядників, які отримували кошти на ці роботи. 

### Скандал навколо будівництва водогону для Кривого Рогу
У 2025 році компанія «Автомагістраль-Південь» опинилася у центрі скандалу, пов’язаного з будівництвом магістрального водогону «Інгулець — Південне водосховище» для водопостачання Кривого Рогу. Контракт було укладено без проведення відкритого тендеру. Загальна вартість проєкту склала близько 7,7 млрд гривень, з яких, за даними журналістського розслідування «РБК-Україна», понад 3 млрд гривень могли бути переплатами через надлишкові технічні рішення, завищені витрати на будівництво та логістику. Зокрема, експерти вказували на будівництво зайвої насосної станції, надмірну кількість трубопроводів і неефективну організацію постачання матеріалів. У ЗМІ також зазначалося, що проєкт курувався Юрієм Голиком — колишнім радником голови Дніпропетровської ОДА та одним з координаторів програми «Велике будівництво». Національна поліція України відкрила кримінальне провадження за фактами можливих зловживань та відмивання коштів.
Згідно з повідомленням Національної поліції України від 19 червня 2025 року, на будівництві цього ж водогону загальна сума державних коштів перевищила 7,4 млрд грн, з яких підтверджено привласнення понад 240 млн грн; вказується, що збитки можуть сягати кількох мільярдів гривень. Зловмисна схема, за даними слідства, полягала у значному завищенні цін на будматеріали (зокрема – до 50 %) через афільованих постачальників, що дозволило «відмити» бюджетні кошти через контрольовані компанії. На підставі зібраних доказів поліцейські повідомили пʼятьом фігурантам про підозру за ознаками правопорушень. Фігурантам загрожує до дванадцяти років за ґратами з конфіскацією майна.
Генеральний прокурор України Руслан Кравченко у відповідь на звернення компанії «Автомагістраль‑Південь» 28 червня 2025 року заявив, що особисто розбирався у деталях кримінального провадження та визнав усі висунуті обвинувачення законними, обґрунтованими й підтвердженими результатами судових експертиз. Він також зазначив, що хід розслідування залишається неупередженим, а за потреби буде проведено комплексну експертизу. Гарантовано аудит усіх кримінальних проваджень в інфраструктурному секторі, а винні в корупції особи будуть притягнуті до відповідальності, тоді як необґрунтовані обвинувачення — спростовані.